# Kolo

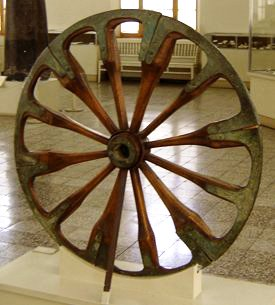
Dřevěné paprskové kolo (Írán, 1500 až 1000 př. n. l.)

Kolo je plochá součást kruhového tvaru, která se může otáčet kolem svého středu. Může být volně otočné na pevné hřídeli, anebo pevně spojeno s otáčivou hřídelí. Součást spojující kolo a hřídel je náboj kola. Kolo je podstatnou součástí vozidel a dopravních zařízení, protože valivý odpor je podstatně nižší než smykové tření.
Kola se však užívají i v mnoha jiných aplikacích, jako součásti strojů, převodů a pohonů, kladky a setrvačníky nebo ozubená kola. Vynález kola, starý více než 7 tisíc let, je tak jedním z nejvýznamnějších v celých dějinách techniky.
Ložisko spojuje otáčivou a neotáčivou část (kolo a vůz). Kluzná ložiska jsou známa užívána od dob vynálezu kola. či valivé ložisko.

## Historie
Nejstarší zachovalý nález představuje dřevěné kolo staré asi 5 300 let, nalezené v bažině u Vrhniki, asi 15 km jihozápadně od Lublaně. Jedná se o pozůstatky dokonale zpracovaného dřevěného kola o průměru 72 cm a osy, na níž bylo zřejmě pevně nasazeno a tvořilo tak součást dvojkolí. Podobné, ale mladší nálezy pocházejí ze Švýcarska a jihozápadního Německa.
Nejstarší vyobrazení vozu se čtyřmi koly se našlo na zvoncovitém poháru z naleziště u obce Bronocice, asi 40 km severovýchodně od Krakova v Polsku, datovaný do doby mezi 3630 až 3380 př. n. l. Nejstarší stopy kol (vyjeté koleje) jsou zdokumentovány z naleziště Flintbek v severním Německu.
Ve 3. tisíciletí př. n. l. se kolo rozšířilo po velké části Evropy, na Středním východě a na Kavkazu. Po roce 1500 př. n. l. byl vůz s koly znám i ve Skandinávii a v Číně. Americké předkolumbovské kultury vozy neznaly, snad proto, že neměly k dispozici vhodná tažná zvířata. Nalezla se však olmécká hračka s malými kolečky z doby kolem 1500 př. n. l. Mezi nejstarší využití kola patří hrnčířský kruh, kolem 4500 př. n. l.

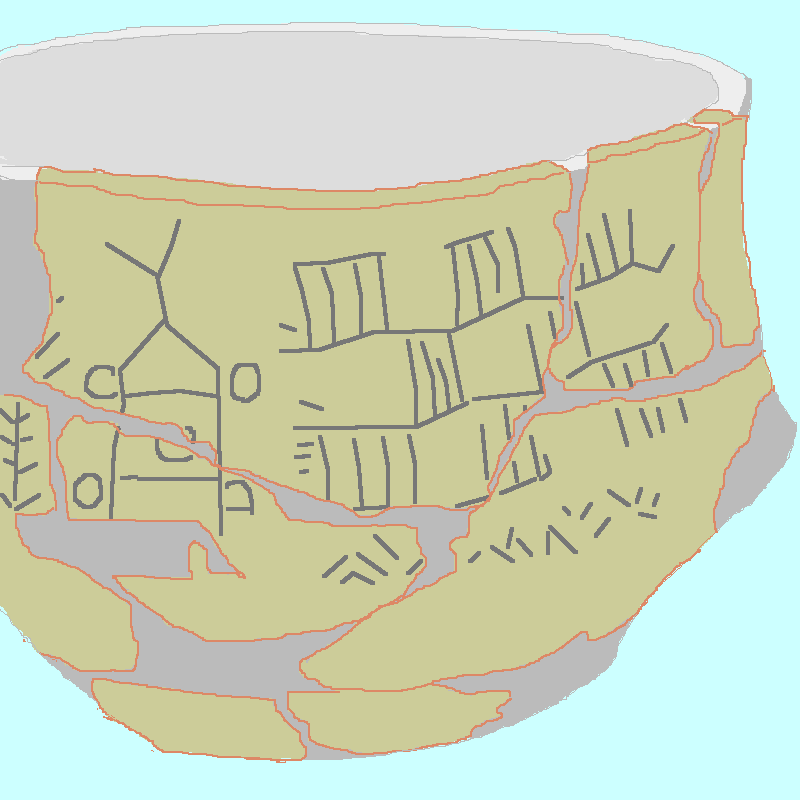
Kresba vozu (Bronocice, 3400 př. n. l.).
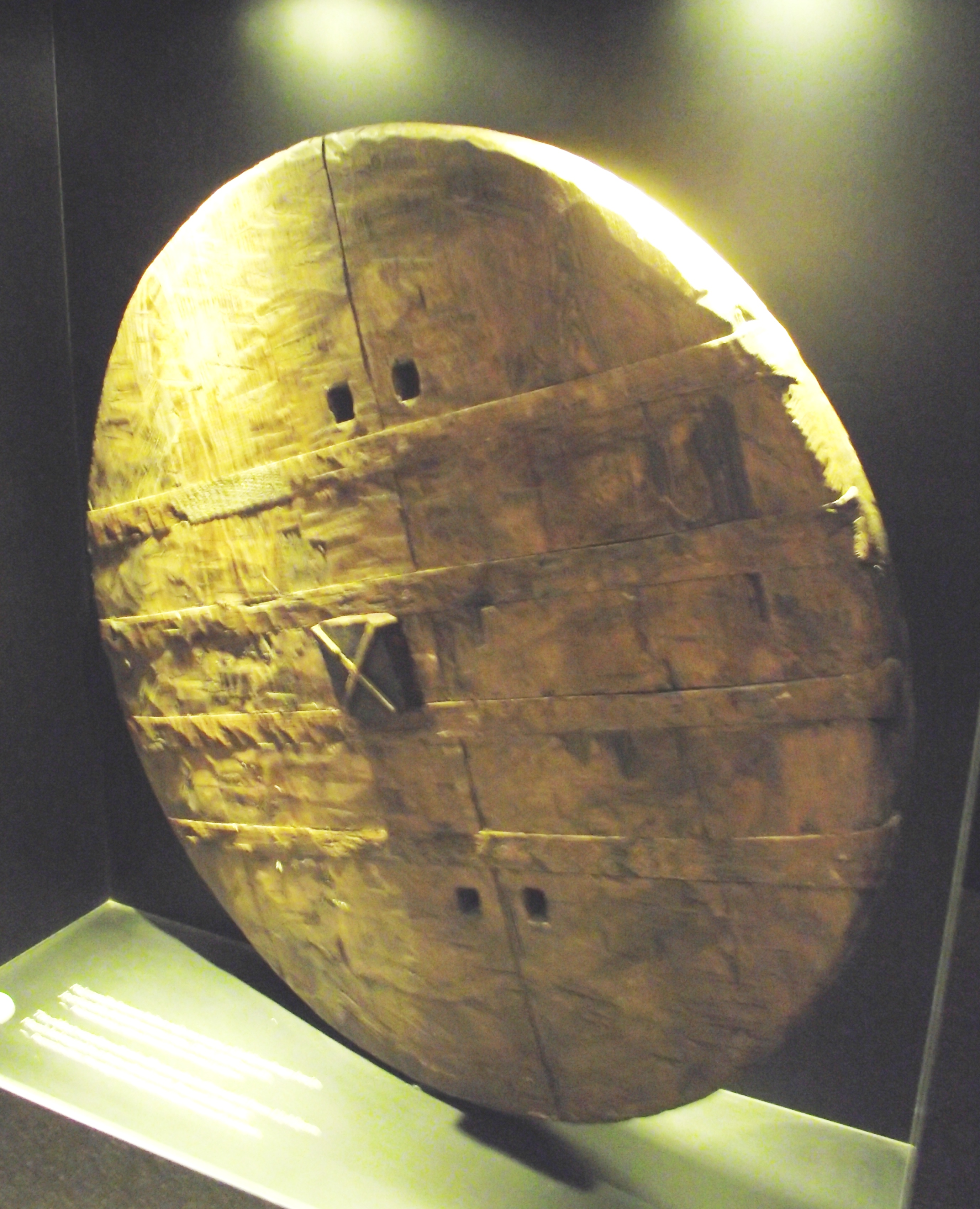
Replika kola starého přibližně 5 150 let.
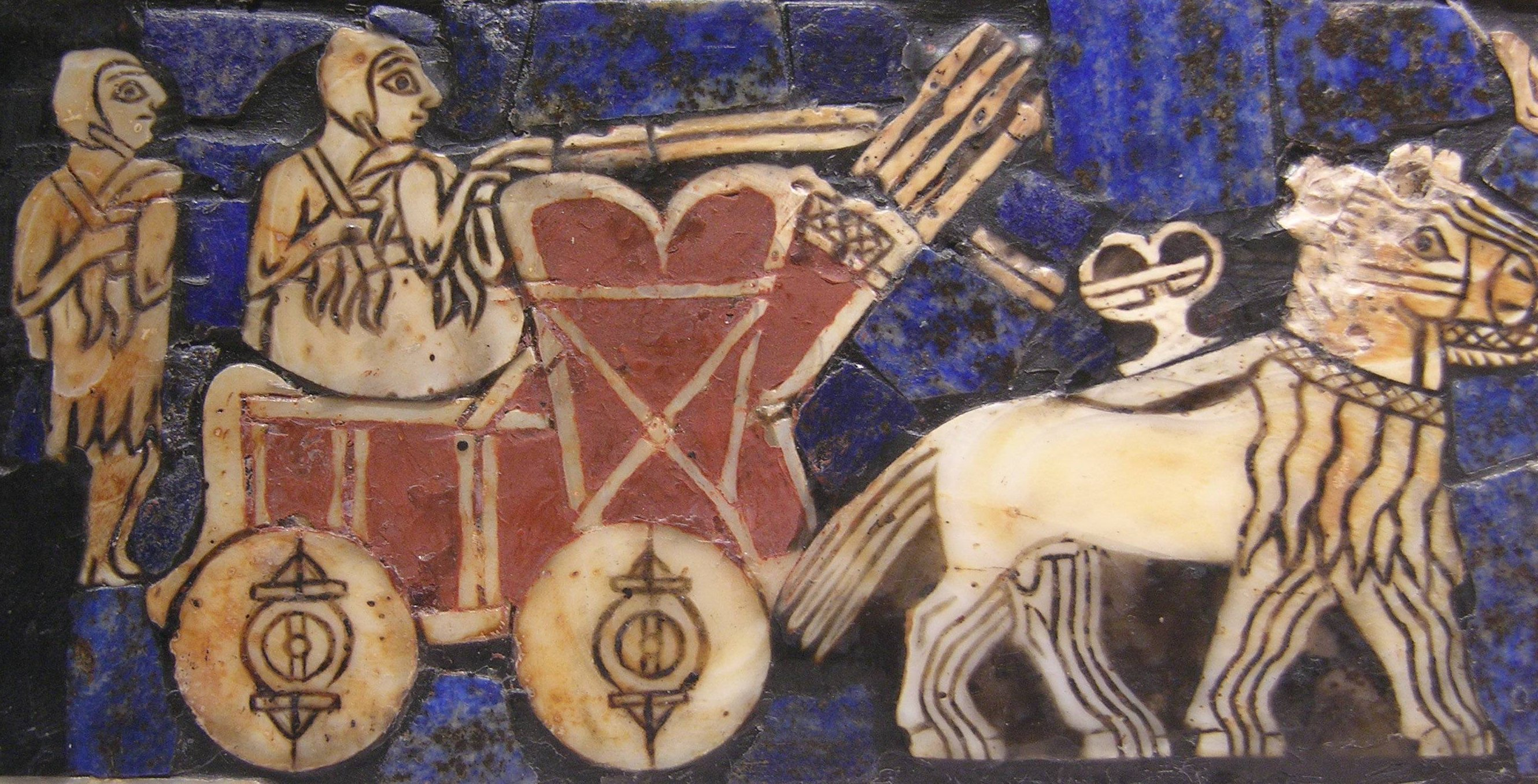
Válečný vůz. (Ur, asi 2500 př. n. l.)
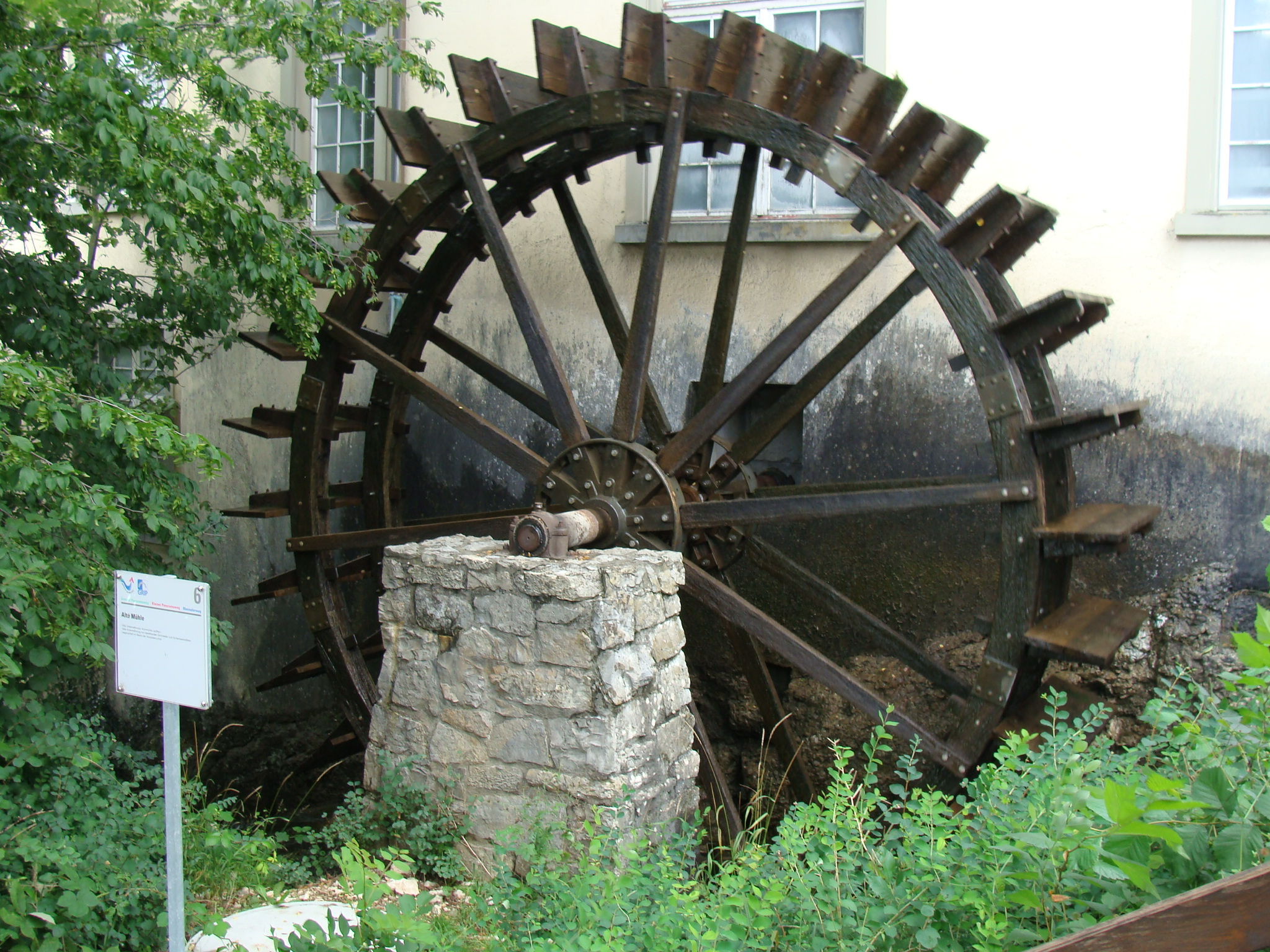
Vodní kolo na spodní vodu.
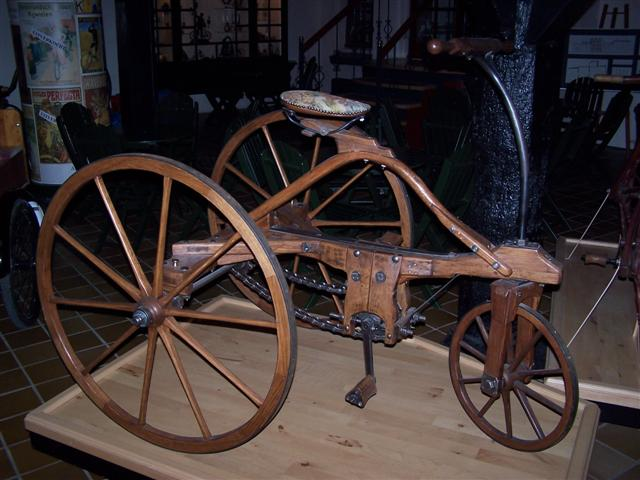
Dřevěná šlapací trojkolka. (kolem 1890)

Kola byla zprvu dřevěná, z desek spojovaných svlaky, ve střední době bronzové (2200 až 1500 př. n. l.) se objevují lehčí loukoťová kola válečných vozů, skládaná z částí a opásaná kovovou obručí. S drobnými zdokonaleními se používala až do 20. století. V keltských hrobech se nalezly pohřební vozy s bronzovými loukoťovými koly (zhruba 1500 př. n. l.). Větrné i vodní mlýny potřebovaly kola a převody, ozubená kola byla známa už ve starověku, rozšířila se však až s objevem mechanických hodin v pozdním středověku.
Pronikavé změny v konstrukci kola se objevují v 19. století s rozvojem strojírenského průmyslu a železniční i silniční dopravy. Parní stroj potřebuje setrvačník a převody, podobně jako další stroje, a železniční doprava si vyžádala ocelová kola, obvykle pevně spojená do dvojkolí. Lepší cesty a silnice umožnily i silniční dopravu, jízdní kola potřebovala lehčí drátová kola, která se dodnes užívají i u motocyklů. Vynález dalších motorů a pohonů si vynutil i nové konstrukce kol, u automobilů lisovaných z ocelového plechu s gumovými obručemi a pneumatikami. Kola z lehkých slitin začala u letadel a rozšířila se i u sportovních automobilů.
Kola moderních dopravních prostředků jsou složité systémy s pohonem, odpružením a brzdami. Ve strojírenství se užívají velmi rozmanité druhy kol včetně ozubených a malá i velká kola lze najít téměř všude. Poslední vývoj se zaměřuje na monolitická kola z umělých hmot (Tweel), která sama pruží a tlumí nárazy.

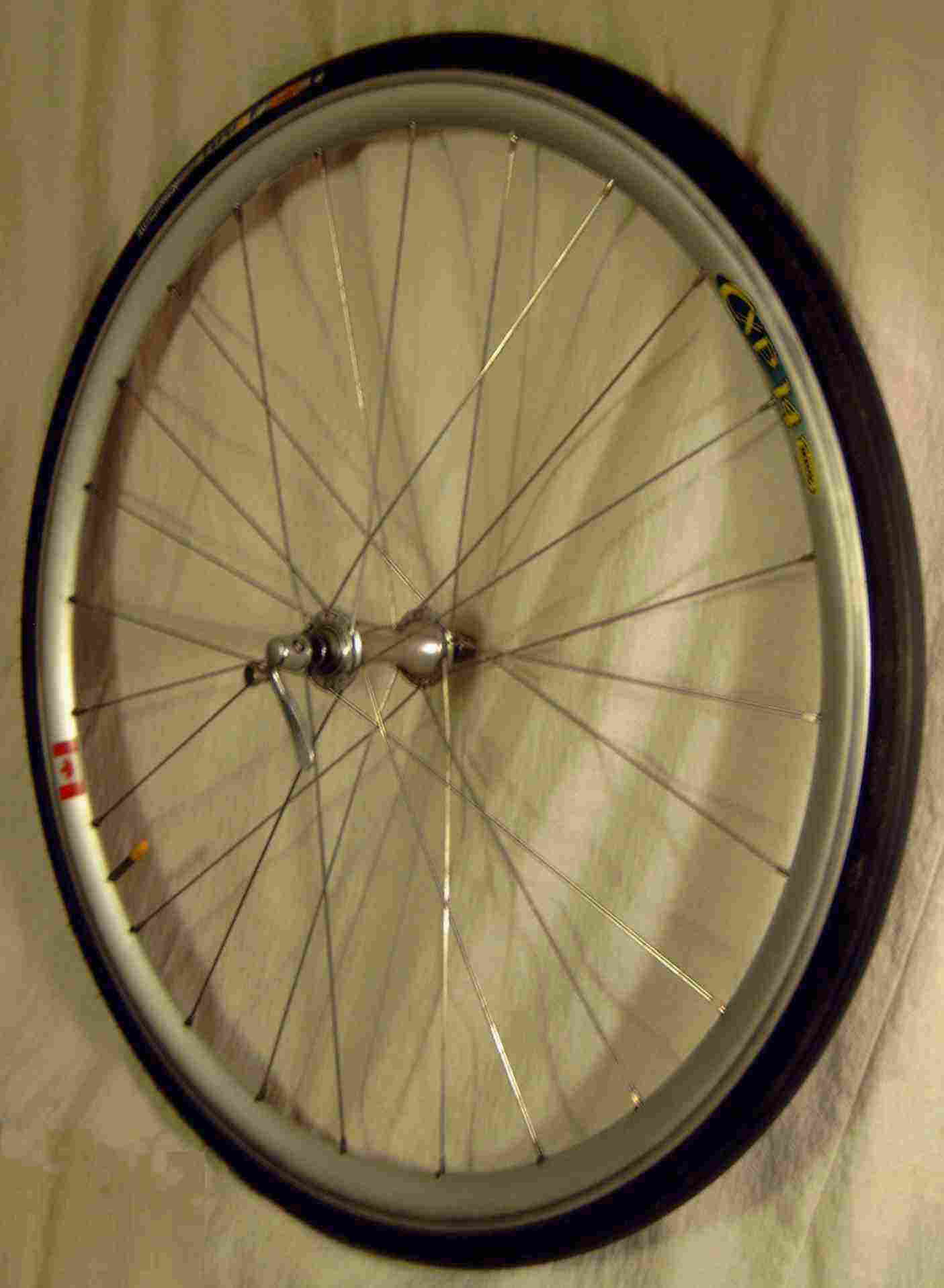
Drátové kolo.
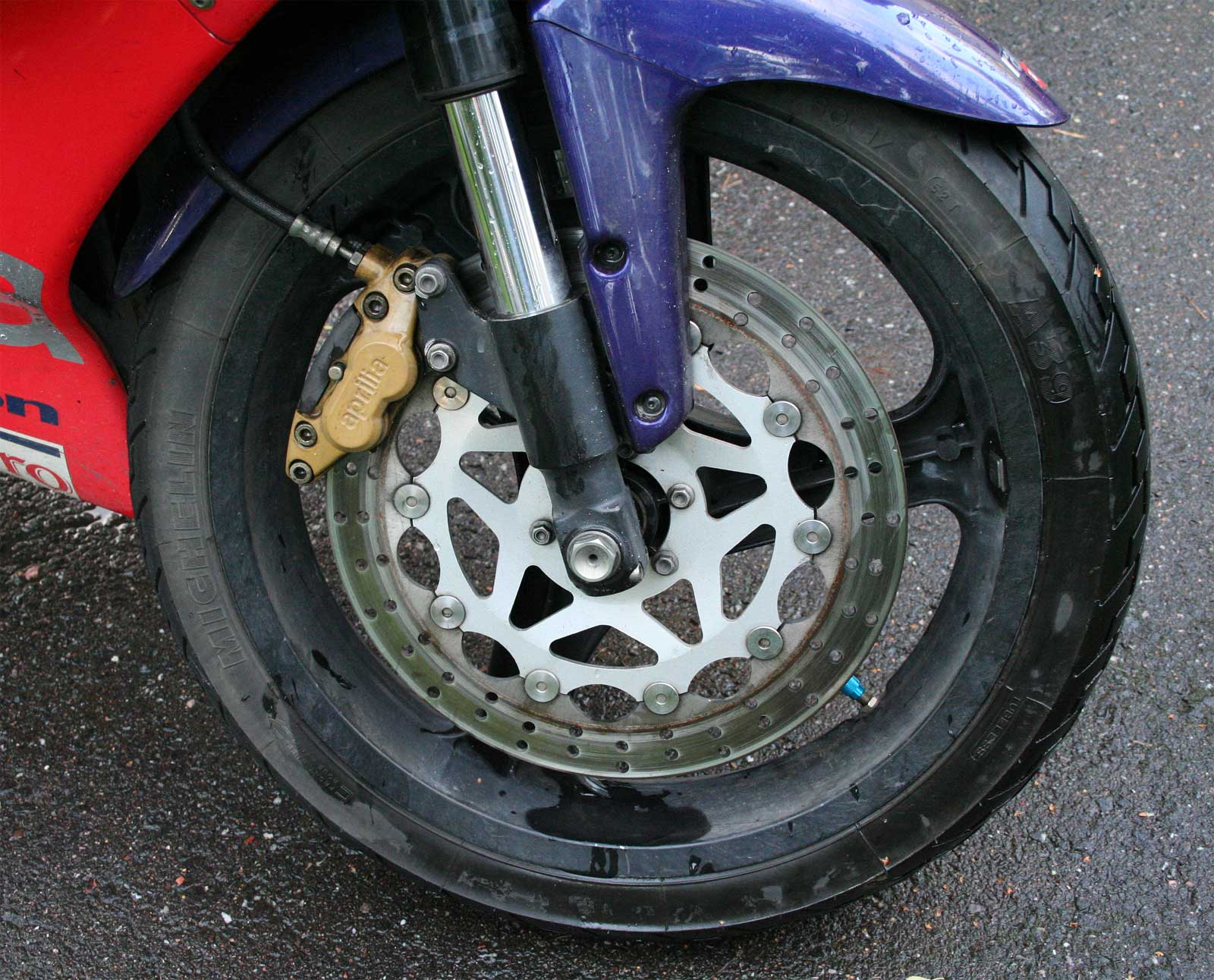
Kolo motocyklu s brzdovým diskem.
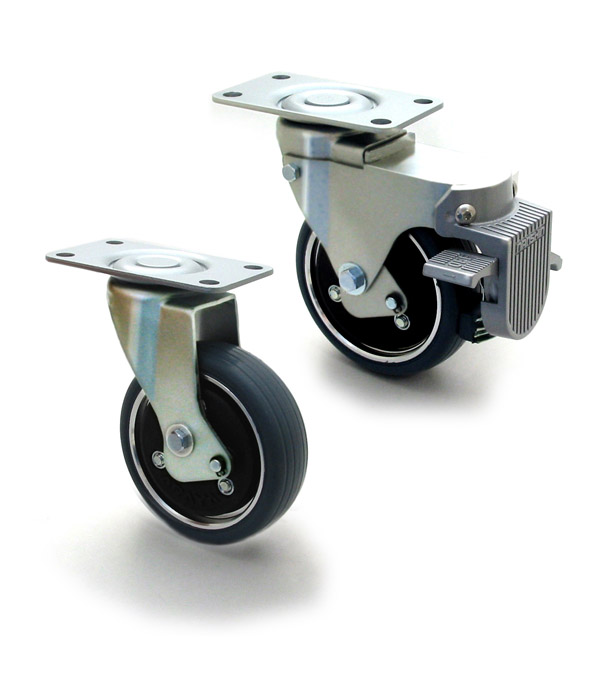
Otočná kolečka k nábytku.
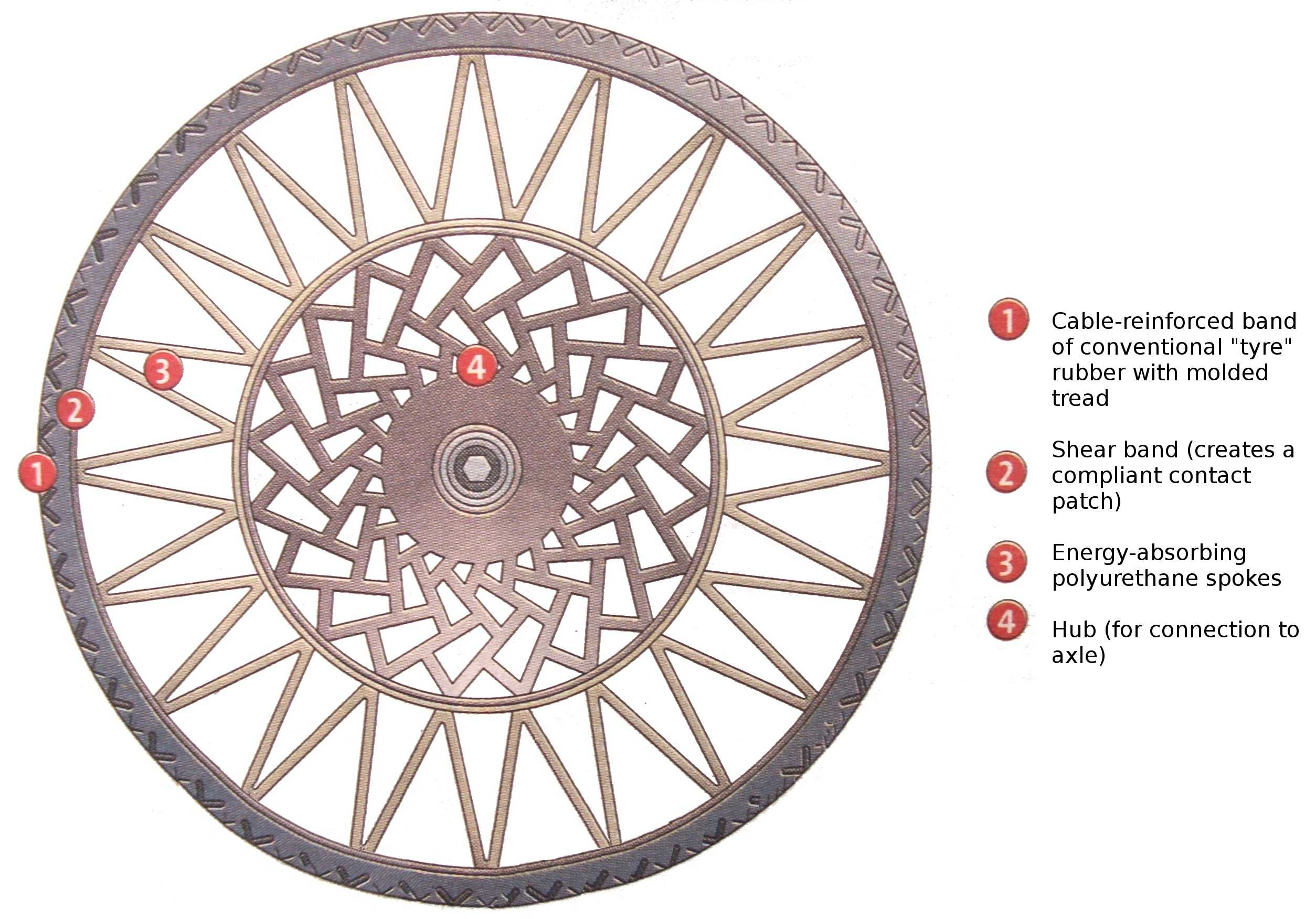
Tweel firmy Michelin. (2005)

## Náboj kola
Mechanickému přechodu a spoji mezi kolem a hřídelí se říká náboj kola. Uplatňuje se na něm mnoho prvků strojírenství: těsné nebo volné uložení při slícování, pero-drážka, čepy i střižné, ložiska radiální, ba i axiální, maznice, brzdy, ba dnes i pohonné části jako třeba souosé převodovky reduktorové nebo planetové, ba i celé motory přímo v náboji, ať už na koloběžce, nebo na příďovém podvozku letadla, pro samohybné pojíždění bez letištního tahače.

## Důležité druhy kol
- Kolo na hřídeli patří mezi jednoduché stroje.
- Kladka je kolo s drážkou po obvodě pro vedení lana.
- Řemenice je kolo pro přenos síly řemenem.
- Loukoťové kolo se skládá z náboje (případně s ložiskem), z paprsků a z ohýbaných segmentů čili loukotí, obepnutých kovovou obručí.
- Vodní kolo je jeden z nejstarších pohonů. Bylo dřevěné, po obvodu opatřené lopatkami.
- Železniční dvojkolí tvoří pevný celek hřídele a dvou kol s nalisovanými okolky.
- Ozubené kolo je součást převodů, které zaručují stálý převodový poměr.
- Drátové kolo nahrazuje paprsky napjatými ocelovými dráty, které jsou namáhány tahem.
- Automobilové kolo je obvykle lisované z ocelového plechu, s ráfkem pro pneumatiku. Součástí kola bývá i brzdový buben nebo disk.
- Kolo motocyklu je nejčastěji drátové, při menším průměru také lisované, případně z umělé hmoty.
- Kolotoč je obvykle vodorovná kruhová plošina, která se otáčí kolem svislé osy a vozí návštěvníky.
- Ruské nebo také obří kolo je zábavní zařízení, veliké drátové kolo o průměru 50 až 200 m, které se otáčí kolem vodorovné osy a má na obvodu gondoly pro návštěvníky.

## Kolo v umění
Kolo může být také tématem umění. Např. díla
- Polámaná kola - skulptura v Ostravě na VŠB – Technická univerzita Ostrava.